# Rio Paraíba do Sul
Pour les articles homonymes, voir Paraíba do Sul (homonymie).
Le Rio Paraíba do Sul est un important fleuve brésilien des États du Minas Gerais, de Rio de Janeiro et de São Paulo qui naît dans l'État de São Paulo et parcourt une petite partie du Sud-Est Minas Gerais Minas Gerais. Il marque la limite naturelle entre Rio de Janeiro et São Paulo, en traversant la mésorégion du Nord Fluminense et se jette dans l'Océan Atlantique.

## Géographie
Le bassin hydrographique du rio Paraíba do Sul est situé entre les latitudes 20°26' et 23°39' Sud et les longitudes 41° et 46°30' Ouest, et possède une aire d'environ 63 000 km2, répartie sur trois États.
Le rio Paraíba do Sul est formé par la confluence du rio Paraitinga et du rio Paraibuna, ayant un parcours total de « 1150 km », depuis la source du rio Paraitinga, sur le territoire de la municipalité d'Areias, São Paulo, jusqu'à son embouchure dans l'Océan Atlantique, à São João da Barra, Rio de Janeiro. Ses principaux affluents sont les rios Jaguari, Piraí, Paraibuna, Piabanha, Dois Rios, Pirapetinga, Pomba et Muriaé. Les deux derniers sont les plus grands et confluent, respectivement, à 140 km et 50 km de l'embouchure.
Le bassin du rio Paraíba do Sul se trouve sur un territoire complètement soumis à la sujétion de l'Homme. La Mata Atlântica originale se trouve maintenue dans des parcs et des réserves forestières, tandis que le propre fleuve voit son cours aménagé de successifs barrage destinés à la réserve d'eau et à la production d'électricité pour les villes de la Vallée du Paraíba et de la région métropolitaine de Rio de Janeiro. Son état écologique est critique, avec des rives envasées et 40 % de son débit dévié vers le rio Guandu après la traversée de la limite entre São Paulo et Rio de Janeiro. Ses eaux sont aussi utilisées pour l'industrie. 

## Économie

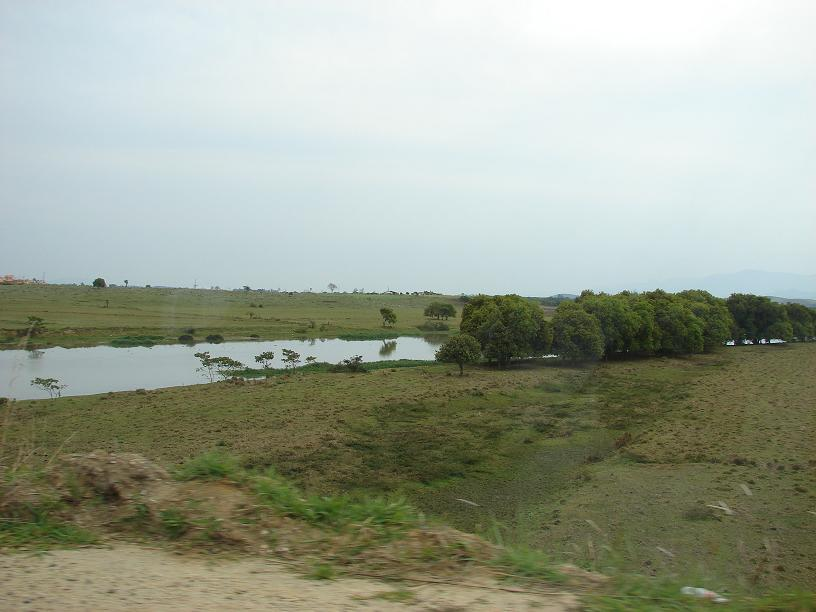
Tronçon du fleuve située dans les environs de Cachoeira Paulista.

Le bassin du rio Paraíba do Sul a comme principales activités économiques les secteurs industriel, agricole et d'élevage.
La microrégion de la Vallée du Paraíba Fluminense fut la première grande région de production de café du Brésil, avec une économie basée sur la grande propriété agricole et le travail esclave. Rapidement, la caféiculture s'est étendue, atteignant la partie supérieure du Paraíba do Sul (mésorégion de la Vallée du Paraíba) et les  vallées de ses grands affluents de la rive gauche (mésorégion de la Zone de la Mata). Avec le glissement de la domination de la production caféière vers le « Nouvel Ouest Pauliste », s'est ensuivie une stagnation économique qui fut compensée par le processus d'industrialisation lancé par l'installation de la Compagnie sidérurgique nationale. La vallée est devenue une des plus grandes régions industrielles du pays. Cette industrie se concentre dans la partie haute de la vallée, mais en rapport avec le Chemin de fer central du Brésil qui relie la ville de Rio de Janeiro à São Paulo.

## Navigabilité
Actuellement, seuls deux tronçons du fleuve sont navigables, le Supérieur et le Moyen-supérieur. La partie inférieure, entre l'embouchure et São Fidélis, Rio de Janeiro, possède une déclivité de 22 cm/km sur une distance d'environ 90 km. Il y existe un embryon de navigation effectuée par de petits bateaux transportant, principalement, du matériel de construction pour la municipalité de Campos dos Goytacazes. Sur le tronçon moyen supérieur, entre Cachoeira Paulista et Guararema, sur environ 280 km, malgré la faible déclivité de 19 cm/km, la navigation se restreint à des embarcations de tourisme. Divers obstacles se situent sur le parcours du Paraíba do Sul : chutes, rapides, zones de forte pente, aussi bien que des ouvrages effectuées à des fins hydroélectriques, sans avoir prévu de canaux et d'écluses de passage.

## Hydrométrie - Les débits mensuels à Campos
Le débit du fleuve a été observé pendant 56 ans (1928-1983) à Campos, grande ville située à quelque 40 kilomètres de son embouchure dans l'Océan Atlantique. 
À Campos, le débit annuel moyen ou module observé durant cette période était de 847 m3/s pour un bassin versant de 55 083 km2, ce qui représente plus de 87 % de la superficie totale de son bassin qui en fait quelque 63 000 km2.
La lame d'eau écoulée dans cette partie du bassin atteint ainsi le chiffre assez élevé de 485 millimètres par an.
Le Paraíba do Sul est un fleuve abondant toute l'année et assez régulier. Le débit moyen des mois de la période des basses eaux n'est que de quatre fois inférieur au débit mensuel moyen de la période de crue. Celle-ci se déroule en été, de décembre à avril avec un maximum moyen en janvier de 1 526 m3/s. L'étiage a lieu en hiver (de juillet à septembre) avec un minimum moyen de 386 m3/s au mois de septembre.
Sur la durée d'observation de 56 ans, le débit mensuel minimum observé a été de 46 m3/s (en septembre 1979, année de grande sècheresse dans la région), tandis que le débit mensuel maximal se montait à 3 660 m3/s (en janvier 1943). 